# Premio Barry
El Premio Barry o Barry Awards es un premio anual entregado por la revista en línea Deadly Pleasures (Online Mystery Magazine). El nombre del premio es un homenaje a Barry W. Gardner (1939-1996), crítico de la revista fallecido el año anterior a la creación del galardón. 
El premio consta de varias categorías, algunas de ellas sin continuidad en el tiempo, pero todas relacionadas con la novela criminal, negra, de misterio o suspense. 
Entre los años 2007 y 2009 el premio fue co-patrocinado por Mystery News, otra revista en línea dedicada al género criminal, pero en esa fecha (2009) dejó de editarse, y Deadly Pleasures volvió a quedar al frente del premio en solitario. 

## Mejor novela
Este premio se concede a la mejor novela de crimen y/o misterio publicada el año anterior.
| Año  | Título                    | Autor                | Publicación                             | Traducción                          | Publicación                       |
| ---- | ------------------------- | -------------------- | --------------------------------------- | ----------------------------------- | --------------------------------- |
| 1997 | Bloodhounds               | Peter Lovesey        | Mysterious Press. 9780892966455.        |                                     |                                   |
| 1998 | Trunk Music               | Michael Connelly     | Little, Brown & Company. 9780316152440. | Pasaje al paraíso                   | Ediciones B. 978-84-406-5845-6.   |
| 1999 | On Beulah Height          | Reginald Hill        | Delacorte Press. 9780385332781.         |                                     |                                   |
| 1999 | Gone, Baby Gone           | Dennis Lehane        | William Morrow. 9780688153328.          | Desapareció una noche               | RBA 978-84-7901-758-3.            |
| 2000 | In a Dry Season           | Peter Robinson       | Avon Books. 9780380975815.              |                                     |                                   |
| 2001 | Deep South                | Nevada Barr          | Putnam's Sons. 9780399145865.           |                                     |                                   |
| 2002 | Mystic River              | Dennis Lehane        | William Morrow. 9780688163167.          | Mystic River                        | RBA. 978-84-7871-049-2.           |
| 2003 | City of Bones             | Michael Connelly     | Little, Brown & Company. 9780316154314. | La ciudad de los huesos             | Ediciones B. 978-84-666-1165-7.   |
| 2004 | Every Secret Thing        | Laura Lippman        | William Morrow. 9780060506674.          |                                     |                                   |
| 2005 | The Enemy                 | Lee Child            | Delacorte Press. 9780385336673.         | El enemigo                          | Ediciones B. 978-84-666-1975-2.   |
| 2006 | Red Leaves                | Thomas H. Cook       | Harcourt. 9780151012503.                | Las hojas rojas                     | Umbriel. 978-84-89367-08-1.       |
| 2007 | The Night Gardener        | George Pelecanos     | Little, Brown & Company. 9780316156509. | El jardinero nocturno               | Ediciones B. 978-84-666-3323-9.   |
| 2008 | What the Dead Know        | Laura Lippman        | William Morrow. 9780061128851.          | Lo que los muertos saben            | Ediciones B. 978-84-666-4055-8.   |
| 2009 | The Draining Lake         | Arnaldur Indridason  | Thomas Dunne Books. 9780312358730.      | El hombre del lago                  | RBA. 978-84-9867-848-2.           |
| 2010 | The Last Child            | John Hart            | Minotaur Books. 9780312359324.          | No hay cuervos                      | Pàmies. 9788415433941.            |
| 2011 | The Lock Artist           | Steve Hamilton       | Minotaur Books. 9780312380427.          | El chico                            | Pàmies. 9788415433101.            |
| 2012 | The Keeper of Lost Causes | Jussi Adler-Olsen    | Dutton. 9780525952480.                  | La mujer que arañaba las paredes    | Maeva. 9788415120025.             |
| 2013 | The Black House           | Peter May            | Quercus. 9781849163866.                 | La isla de los cazadores de pájaros | Grijalbo. 978-84-253-4549-4.      |
| 2014 | Ordinary Grace            | William Kent Krueger | Atria Books. 9781451645828.             |                                     |                                   |
| 2015 | Natchez Burning           | Greg Iles            | William Morrow. 9780062311078.          |                                     |                                   |
| 2016 | Badlands                  | C. J. Box            | Minotaur Books. 9780312583217.          |                                     |                                   |
| 2017 | A Great Reckoning         | Louise Penny         | Minotaur Books. 9781250022134.          | Una ofensa mortal                   | Salamandra. 9788418363986.        |
| 2018 | The Marsh King's Daughter | Karen Dionne         | Putnam's Sons. 9780735213005.           | La hija del pantano                 | Harper Collins. 9788491391623.    |
| 2019 | November Road             | Lou Berney           | William Morrow. 9780062663849.          | Carreteras de otoño                 | Harper Collins. 9788491393481.    |
| 2020 | The Lost Man              | Jane Harper          | Flatiron Books. 9781250105684.          | El hombre perdido                   | Salamandra. 9788418363504.        |
| 2021 | Blacktop Wasteland        | S. A. Cosby          | Flatiron Books. 9781250252685.          | Maldito asfalto                     | Trini Vergara. 978-84-18711-38-1. |
| 2022 | Razorblade Tears          | S. A. Cosby          | Flatiron Books. 9781250252708.          | Lágrimas como navajas               | Trini Vergara. 978-84-18711-90-9. |
| 2023 | Desert Star               | Michael Connelly     | Little, Brown & Company. 9780316485654. | Estrella del desierto               | Alianza. 978-84-1148-164-9.       |

## Mejor primera novela
Este premio se concede a la mejor novela de crimen y/o misterio de un escritor debutante.
| Año  | Título                                 | Autor                     | Publicación                               | Traducción                      | Publicación                              |
| ---- | -------------------------------------- | ------------------------- | ----------------------------------------- | ------------------------------- | ---------------------------------------- |
| 1997 | Test of Wills                          | Charles Todd              | St. Martin's Press. 9780312144319.        |                                 |                                          |
| 1998 | Killing Floor                          | Lee Child                 | Putnam's Sons. 9780399142536.             | Zona peligrosa                  | RBA. 9788491872733.                      |
| 1999 | Iron Lake                              | William Kent Krueger      | Pocket Books. 9780671016968.              |                                 |                                          |
| 2000 | Murder with Peacocks                   | Donna Andrews             | Thomas Dunne Books. 9780312199296.        |                                 |                                          |
| 2001 | Conspiracy of Paper                    | David Liss                | Random House. 9780375502927.              | Una conspiración de papel       | Alfaguara. 978-84-204-4252-5.            |
| 2002 | Open Season                            | C. J. Box                 | Putnam's Sons. 9780399147487.             |                                 |                                          |
| 2003 | In the Bleak Midwinter                 | Julia Spencer-Fleming     | St. Martin's Press. 9780312986766.        |                                 |                                          |
| 2004 | Monkeewrench                           | P. J. Tracy               | Putnam's Sons. 9780399149788.             | Juego de asesinos               | Roca. 978-84-96284-26-5.                 |
| 2005 | The Shadow of the Wind                 | Carlos Ruiz Zafón         | The Penguin Press. 9781594200106.         | La sombra del viento            | Planeta. 978-84-08-03881-8.              |
| 2006 | Cold Granite                           | Stuart McBride            | St. Martin's Press. 9780312339951.        |                                 |                                          |
| 2007 | Still Life                             | Louise Penny              | St. Martin's Press. 9780312541538.        | Naturaleza muerta               | La Factoría de Ideas. 978-84-9800-474-8. |
| 2008 | In the Woods                           | Tana French               | Viking. 9780670038602.                    | El silencio del bosque          | RBA. 978-84-9867-787-4.                  |
| 2009 | Child 44                               | Tom Rob Smith             | Grand Central Publishers. 9780446402385.  | El niño 44                      | Espasa. 978-84-670-2762-4.               |
| 2010 | The Sweetness at the Bottom of the Pie | Alan Bradley              | Delacorte Press. 9780385342308.           | Flavia de los extraños talentos | Planeta. 978-84-08-08846-2.              |
| 2011 | The Poacher's Son                      | Paul Doiron               | Minotaur Books. 9780312558468.            |                                 |                                          |
| 2012 | The Informationist                     | Taylor Stevens            | Crown Publishers. 9780307717092.          | La informacionista              | Ediciones B. 978-84-666-5018-2.          |
| 2013 | A Killing in the Hills                 | Julia Keller              | Minotaur Books. 9781250003485.            |                                 |                                          |
| 2014 | Japantown                              | Barry Lancet              | Simon & Schuster. 9781451691696.          |                                 |                                          |
| 2015 | Invisible City                         | Julia Dahl                | Minotaur Books. 9781250043399.            |                                 |                                          |
| 2016 | The Unquiet Dead                       | Ausma Zehanat Khan        | Minotaur Books. 9781250055118.            |                                 |                                          |
| 2017 | The Drifter                            | Nick Petrie               | Head of Zeus. 9781788542456.              |                                 |                                          |
| 2018 | The Dry                                | Jane Harper               | Flatiron Books. 9781250105608.            | Años de sequía                  | Salamandra Black. 978-84-16237-22-7.     |
| 2019 | The Chalk Man                          | C. J. Tudor               | Crown Publishers. 9781524760984.          | El hombre de tiza               | Plaza & Janés. 978-84-01-02047-6.        |
| 2020 | The Chestnut Man                       | Soren Sveistrup           | Harper Collins Publishers. 9780062895363. | El caso Hartung                 | Roca. 9788417305659.                     |
| 2021 | Winter Counts                          | David Heska Wanbli Weiden | Harper Collins Publishers. 9780062968944. |                                 |                                          |
| 2022 | Sleeping Bear                          | Connor Sullivan           | Emily Bestler Books. 9781982166397.       |                                 |                                          |
| 2023 | The Maid                               | Nita Prose                | Ballantine Books. 9780593356159.          | La camarera                     | Duomo. 978-84-18128-72-1.                |

## Mejor novela en rústica
Este premio se concede a la mejor novela de crimen y/o misterio publicada en rústica.
| Año  | Título                          | Autor                   | Publicación                              | Traducción               | Publicación                     |
| ---- | ------------------------------- | ----------------------- | ---------------------------------------- | ------------------------ | ------------------------------- |
| 1997 | Walking Rain                    | Susan Wade              | Bantam Books. 9780553568653.             |                          |                                 |
| 1998 | Backspin                        | Harlan Coben            | Delacorte Press. 9780385343565.          | Muerte en el hoyo 18     | Ediciones B. 978-84-406-8987-0. |
| 1999 | Este año no se entregó          | Este año no se entregó  | Este año no se entregó                   | Este año no se entregó   | Este año no se entregó          |
| 2000 | Every Move She Makes            | Robin Burcell           | Harper Paperbacks. 9780061014321.        |                          |                                 |
| 2000 | An Antidote for Avarice         | Caroline Roe            | Berkley Prime Crime. 9780425172605.      |                          |                                 |
| 2001 | The Kidnapping of Rosie Dawn    | Eric Wright             | J. Daniel & Company. 9781880284407.      |                          |                                 |
| 2002 | Killing Gifts                   | Deborah Woodworth       | Avon Books. 9780380804269.               |                          |                                 |
| 2003 | Cold Silence                    | Danielle Girard         | New American Library. 9780739430156.     |                          |                                 |
| 2004 | Tough Luck                      | Jason Starr             | Vintage Books. 9780375727115.            |                          |                                 |
| 2005 | Tagged for Murder               | Elaine Flinn            | Avon Books. 9780060545802.               |                          |                                 |
| 2006 | The James Deans                 | Reed Farrel Coleman     | Plume. 9780452286504.                    |                          |                                 |
| 2007 | The Cleanup                     | Sean Doolittle          | Bantam Dell. 9780440242826.              |                          |                                 |
| 2008 | Queenpin                        | Megan Abbott            | Simon & Schuster. 9781416534280.         | Reina del crimen         | Valdemar. 9788493777135.        |
| 2009 | State of the Onion              | Julie Hyzy              | Berkley Publishing Group. 9780425218693. |                          |                                 |
| 2010 | Starvation Lake                 | Bryan Gruley            | Simon & Schuster. 9781416563624.         |                          |                                 |
| 2011 | Fever of the Bone               | Val McDermid            | Harper. 9780061986482.                   |                          |                                 |
| 2012 | Death of the Mantis             | Michael Stanley         | Harper. 9780062000378.                   |                          |                                 |
| 2013 | Mr. Churchill's Secretary       | Susan Elia McNeal       | Random House. 978-0553593617.            |                          |                                 |
| 2014 | I Hear the Sirens in the Street | Adrian McKinty          | Seventh Street Books. 9781616147877.     | Oigo sirenas en la calle | Alianza. 978-84-206-8381-2.     |
| 2015 | The Life we Bury                | Allen Eskens            | Seventh Street Books. 9781616149987.     |                          |                                 |
| 2016 | The Long and Faraway Gone       | Lou Berney              | William Morrow. 9780062292438.           |                          |                                 |
| 2017 | Rain Dogs                       | Adrian McKinty          | Seventh Street Books. 9781633881303.     |                          |                                 |
| 2018 | The Deep Dark Descending        | Allen Eskens            | Seventh Street Books. 9781633883550.     |                          |                                 |
| 2019 | The Ruin                        | Dervla McTiernan        | Penguin Books. 9780143133124.            |                          |                                 |
| 2020 | Missing Daughter                | Rick Mofina             | MIRA Books. 9780778369196.               |                          |                                 |
| 2021 | Turn to Stone                   | James W. Ziskin         | Seventh Street Books. 9781633885523.     |                          |                                 |
| 2022 | The Good Turn                   | Dervla McTiernan        | Blackstone Publishing. 9798200696345.    |                          |                                 |
| 2023 | Este año no se entregó.         | Este año no se entregó. | Este año no se entregó.                  | Este año no se entregó.  | Este año no se entregó.         |

## Mejor novela británica
Este premio se concede a la mejor novela publicada en inglés en el Reino Unido el año anterior, sin importar la nacionalidad del autor o la obra original. 
| Año         | Título                          | Autor                      | Publicación                        | Traducción                              | Publicación                  |
| ----------- | ------------------------------- | -------------------------- | ---------------------------------- | --------------------------------------- | ---------------------------- |
| 1997-1999   | Estos años no se concedió.      | Estos años no se concedió. | Estos años no se concedió.         | Estos años no se concedió.              | Estos años no se concedió.   |
| 2000        | A Place of Executioin           | Val Mcdermid               | St. Martin's Press. 9780312266325. | Lugar de ejecución                      | RBA. 978-84-7901-926-6.      |
| 2001        | Black Dog                       | Stephen Booth              | Scribner. 9780684873015.           |                                         |                              |
| 2002        | Dancing with Virgins            | Stephen Booth              | Scribner. 9780743216906.           |                                         |                              |
| 2003        | The White Road                  | John Connolly              | Hodder & Stoughton. 9780340821206. | El camino blanco                        | Tusquets. 978-84-8310-336-4. |
| 2004        | The Distant Echo                | Val McDermid               | Harper Collins. 9780007142828.     | Un eco lejano                           | RBA. 978-84-7871-772-9.      |
| 2005        | Flesh & Blood                   | John Harvey                | Carroll & Graf. 9780786713592.     |                                         |                              |
| 2006        | The Field of Blood              | Denise Mina                | Bantam Press. 9780593050972.       | Campo de sangre                         | Roca. 978-84-96544-39-0.     |
| 2007        | Priest                          | Ken Bruen                  | Bantam Press. 9780593055106.       |                                         |                              |
| 2008        | Damnation Falls                 | Edward Wright              | Orion. 9780752885797.              |                                         |                              |
| 2009        | The Girl with the Dragon Tattoo | Stieg Larsson              | MacLehose Press. 9781847242532.    | Los hombres que no amaban a las mujeres | Destino. 978-84-233-4044-6.  |
| 2010        | If the Dead Rise not            | Philip Kerr                | Quercus. 9781847249425.            | Si los muertos no resucitan             | RBA. 978-84-9867-635-8.      |
| 2011        | The Woodcutter                  | Reginald Hill              | Harper Collins. 9780007343874.     |                                         |                              |
| 2012        | Dead Man's Grip                 | Peter James                | Macmillan. 9780230747258.          | Las garras de la muerte                 | RBA. 978-84-9867-635-8.      |
| 2013 - 2023 | No se concedió.                 | No se concedió.            | No se concedió.                    | No se concedió.                         | No se concedió.              |

## Mejor novela de suspense
Este premio se concede a la mejor novela de suspense (o thriller) publicada el año anterior.
| Año         | Título                     | Autor                      | Publicación                               | Traducción                 | Publicación                     |
| ----------- | -------------------------- | -------------------------- | ----------------------------------------- | -------------------------- | ------------------------------- |
| 1997 - 2004 | Estos años no se concedió. | Estos años no se concedió. | Estos años no se concedió.                | Estos años no se concedió. | Estos años no se concedió.      |
| 2005        | Rain Storm                 | Barry Eisler               | Putnam's Sons. 9780399151927.             | Contrato para matar        | Roca. 978-84-96544-48-2.        |
| 2006        | Company Man                | Joseph Finder              | St. Martin's Press. 9780312319168.        | La compañía                | Roca. 978-84-96544-29-1.        |
| 2007        | The Messenger              | Daniel Silva               | Putnam's Sons. 9780399153358.             |                            |                                 |
| 2008        | The Watchman               | Robert Crais               | Simon & Schuster. 9780743281638.          | El vigía                   | Ediciones B. 978-84-666-4282-8. |
| 2009        | The Deceived               | Brett Battles              | Delacorte Press. 9780385341578.           |                            |                                 |
| 2010        | Running from the Devil     | Jamie Freveletti           | William Morrow. 9780061684227.            |                            |                                 |
| 2011        | Thirteen Hours             | Deon Meyer                 | Atlantic Monthly Press. 9780802119582.    | Trece horas                | 70%\|978-84-9056-102-7.         |
| 2012        | The Informant              | Thomas Perry               | Houghtlon Mifflin. 9780547569338.         |                            |                                 |
| 2013        | The Fallen Angel           | Daniel Silva               | Harper Collins Publishers. 9780062073129. |                            |                                 |
| 2014        | The Doll                   | Taylor Stevens             | Crown Publishers. 9780307888785.          |                            |                                 |
| 2015        | Those Who Wish Me Dead     | Michael Koryta             | Little, Brown & Company. 9780316122559.   |                            |                                 |
| 2016        | The Mask                   | Taylor Stevens             | Crown Publishers. 9780385348966.          |                            |                                 |
| 2017        | Guilty Minds               | Joseph Finder              | Dutton. 9780525954620.                    |                            |                                 |
| 2018        | Unsub                      | Meg Gardiner               | Dutton. 9781101985526.                    | Mensajes desde el infierno | RBA. 9788490569818.             |
| 2019        | Safe Houses                | Dan Fesperman              | Alfred A. Knopf. 9780525520191.           |                            |                                 |
| 2020        | The Chain                  | Adrian McKinty             | Mulholland Books. 9780316531269.          | La cadena                  | Planeta. 978-84-08-21410-6.     |
| 2021        | Eddie's Boy                | Thomas Perry               | Mysterious Press. 9780802157775.          |                            |                                 |
| 2022        | Five Decembers             | James Kestrel              | Titan Books. 9781789096118.               |                            |                                 |
| 2023        | Killers of a Certain Age   | Deanna Raybourn            | Berkley. 9780593200681.                   | Señoras de armas tomar     | Suma. 978-84-9129-828-1.        |